# Ryōsuke Kawanabe
Ryōsuke Kawanabe (japanisch 川鍋 良祐 Kawanabe Ryōsuke; * 26. Februar 1986 in Kasukabe) ist ein ehemaliger japanischer Fußballspieler.

## Karriere
Kawanabe erlernte das Fußballspielen in der Jugendmannschaft von Urawa Reds und der Universitätsmannschaft der Aoyama-Gakuin-Universität. Seinen ersten Vertrag unterschrieb er 2008 bei Tochigi SC. Der Verein spielte in der dritthöchsten Liga des Landes, der Japan Football League. 2009 wechselte er zum Ligakonkurrenten Giravanz Kitakyushu. Am Ende der Saison 2009 stieg der Verein in die J2 League auf. 2013 wechselte er zum Ligakonkurrenten Matsumoto Yamaga FC. Für den Verein absolvierte er 18 Ligaspiele. 2014 wechselte er zum Drittligisten AC Nagano Parceiro. Für den Verein absolvierte er 23 Ligaspiele. 2015 wechselte er zum Ligakonkurrenten Gainare Tottori. Für den Verein absolvierte er 48 Ligaspiele. Ende 2016 beendete er seine Karriere als Fußballspieler.